# Michael Shanks
Michael Garrett Shanks (ur. 15 grudnia 1970 w Vancouver, w zachodniej Kanadzie, w prowincji Kolumbia Brytyjska) – kanadyjski aktor, reżyser i scenarzysta telewizyjny, który zdobył międzynarodową popularność jako dr Daniel Jackson w serialu Gwiezdne wrota.
Ze związku z Vaitiare Banderą ma córkę Tatianę (ur. 1998). W dniu 2 sierpnia 2003 roku poślubił Lexę Doig. Mają córkę Mię Tabithę (ur. 13 września 2004) i syna Samuela Davida (ur. 19 marca 2006).
Shanks bardzo lubi grać w hokeja, rozważał nawet karierę zawodowca.

## Filmografia

### Obsada

#### Filmy kinowe/wideo
- 2001: Obnażona (Suddenly Naked) jako Danny Blair/Donny Blitzer
- 2000: Suspicious River jako Ball cap man
- 2008: Gwiezdne wrota: Continuum jako dr Daniel Jackson
- 2008: Gwiezdne wrota: Arka Prawdy jako dr Daniel Jackson
- 2008: Zaginiony skarb Wielkiego Kanionu (The Lost Treasure Of The Grand Canyon) jako Jacob Thain
- 2011: Dziewczyna w czerwonej pelerynie (Red Riding Hood) jako Adrien Lazar
- 2013: Elizjum jako agent CCB
- 2013: 13 Eerie jako profesor Tomkins

#### Filmy TV
- 2005: Plaga (Swarmed) jako Kent
- 2002: Od drzwi do drzwi (Door to Door) jako John Brady
- 2002: Sen o nożu (All Around the Town) jako Justin Donnelly
- 1999: Ucieczka z Marsa (Escape from Mars) jako Bill Malone
- 1997: The Call of the Wild: Dog of the Yukon jako Hazardzista
- 1995: Rodzinny dylemat (A Family Divided) jako Todd
- 2008: Zaginiony skarb Wielkiego Kanionu (Lost Treasure of the Grand Canyon) jako Jacob Thain
- 2010: Arktyczny podmuch (Arctic Blast) jako Jack Tate

#### Seriale TV
- 2012: Szpital nadziei jako Charlie Harris
- 2011: Punkt krytyczny jako David Fleming
- 2010: Nie z tego świata jako Rob (odcinek 5.17 99 Problems)
- 2010: Tower Prep jako Literature
- 2010–2011: Tajemnice Smallville jako Carter Hall / Hawkman
- 2009: Sanctuary gościnnie jako Jimmy
- 2009–2010: Gwiezdne wrota: Wszechświat jako dr Daniel Jackson (4 odcinki)
- 2008–2009: Tożsamość szpiega (Burn Notice) jako Victor
- 2008: Gwiezdne wrota: Atlantyda (Stargate Atlantis) jako dr Daniel Jackson
- 2007: Eureka jako Christopher Dactylos
- 2007: 24 godziny (24) jako Mark Bishop
- 2005: CSI: Kryminalne zagadki Miami (CSI: Miami) jako Doug Stets
- 2003: Andromeda jako Remiel/Bilans wyroku
- 2001, 2004: Andromeda jako Gabriel
- 2002: The Chris Isaak Show jako Trevor
- 2000: Po tamtej stronie (The Outer Limits) jako dr Will Olsten
- 1998: Po tamtej stronie (The Outer Limits) jako Melburn Ross
- 1997–2007: Gwiezdne wrota (Stargate SG-1) jako dr Daniel Jackson
- 1995: Klinika uniwersytecka (University Hospital) jako Jake
- 1993: Madison jako Gordon
- 1993: The Commish jako Sea
- 1993: Nieśmiertelny jako Jesse Collins

#### Filmy krótkometrażowe
- 2000: Mr. Fortune’s Smile jako James
- 2000: The Artist’s Circle jako artysta

### Scenariusz
- 2004: Gwiezdne wrota (Stargate SG-1)
- 2003: Gwiezdne wrota (Stargate SG-1)

### Reżyseria
- 2001: Gwiezdne wrota (Stargate SG-1)